# Gaspard Ulliel
Gaspard Ulliel, född 25 november 1984 i Boulogne-Billancourt nära Paris, död 19 januari 2022 i La Tronche i Isère, var en fransk skådespelare och fotomodell, internationellt mest känd för rollen som den unge Hannibal Lecter i filmen Hannibal Rising.

## Karriär
Gaspard Ulliel studerade film vid universitetet Paris 8 Vincennes-Saint-Denis. Han påbörjade sin skådespelarkarriär när han fortfarande gick i skolan, med Une femme en blanc, en miniserie för fransk TV som sändes 1997. Därefter var han med i ett antal TV-produktioner, bland annat La Bascule, Juliette, Julien L'apprenti och Le Refuge.
Ulliels första film var Alias från 1999. Hans popularitet ökade och han blev nominerad till Césarpriset (för Bästa unga manliga skådespelare) 2003 för Embrassez qui vous voudrez, och vann 2004 för sin roll i Les égarés.
Innan dess framträdde han vid dramaskolan Cours Florent, där han upptäcktes av regissör André Téchiné. Hans största roll dittills var i En långvarig förlovning, där han spelade Manech, som attraherar Audrey Tautous karaktär.
Året 2007 var ett stort år i Ulliels skådespelarkarriär med flera filmer där han spelade huvudrollen, inklusive rollerna som Jacquou Le Croquant och en ung Hannibal Lecter i Hannibal Rising, med den svenska bititeln Ondskan vaknar. Den senare rollen gav honom internationell uppmärksamhet. Han gjorde senare modellkarriär och företrädde flera större märken.
Ulliel avled 37 år gammal i sviterna av en skidolycka vid La Rosière i franska Alperna, utanför Grenoble, den 19 januari 2022.

## Filmografi i urval
- 1999 – Alias
- 1999 – Juliette
- 2000 – Julien l'apprenti
- 2001 – Brotherhood of the Wolf
- 2001 – L'Oiseau rare
- 2002 – Embrassez qui vous voudrez
- 2004 – Les égarés
- 2004 – Le dernier jour
- 2004 – En långvarig förlovning
- 2004 – Navarro (TV-serie)
- 2005 – La Maison de Nina
- 2006 – Paris, je t'aime
- 2007 – Jacquou Le Croquant
- 2007 – Hannibal Rising
- 2008 – Un Barrage Contre le Pacifique
- 2009 – A Heavenly Vintage
- 2010 – La Princesse de Montpensier
- 2012 – Tu honoreras ta mère et ta mère
- 2012 – De fem legenderna (röst)
- 2014 – Saint Laurent
- 2016 – Dansaren
- 2016 – It's Only the End of the World
- 2018 – To the Ends of the World
- 2018 – Il était une seconde fois (TV-serie)
- 2019 – Sibyl
- 2022 – Moon Knight (TV-serie)